# Знобь-Трубчевский сельский совет (Середино-Будский район)
Знобь-Трубчевский сельский совет (укр. Зноб-Трубчевська сільська рада) — входит в состав
Середино-Будского района
Сумской области
Украины.
Административный центр сельского совета находится в 
с. Знобь-Трубчевская
.

## Населённые пункты совета
- с. Знобь-Трубчевская
- с. Карпеченково
- с. Кудоярово
- с. Любахово
- с. Улица